# Снітинська сотня
Снітинська со́тня — адміністративно-територіальна та військова одиниця Лубенського полку у добу Гетьманщини, що існувала у 1687—1709 та 1738—1782 роках з центром у містечку Снітин.

## Історія
Снітинська сотня була створена гетьманом Іваном Мазепою наприкінці 1687 року на чолі із сотником Савою Сокольським із Лубенської сотенної території. Після усунення гетьмана ліквідована Петром І.
Відновлена в складі Лубенського полку під час російсько-турецької війни 1735—1739 років. Згадується вперше з 1738 року.
Остаточно ліквідована в 1782 році, разом із іншими лівобережними сотнями. Територія увійшла до Лубенського повіту Київського намісництва.

## Сотенний устрій

### Сотники
- Сокольський Сава (? — 1687 — ?)
- Максимович Петро (? — 1738—1740 — ?)
- Жуковський Іван Опанасович (? — 1741—1746)
- Кулябка Павло Іванович (1760—1769)
- Долмат Тиміш Богданович (1771—1783)
- Богдановський (1781)

### Писарі
- Самойленко Павло (? — 1740 —?)
- Коломієц Федір (1761—1769)

### Осавули
- Мельник Максим (1764—1770)
- Левешко Федір Іванович (1768—1772)
- Тесленко Марко Гнатович (1775—1776)
- Дузь Василь (1777—1783)

### Хорунжі
- Мельник Максим (1758—1764)
- Тесленко Марко Гнатович (1773—1775)
- Кучній Яків (1777—1780 — ?)

### Городові отамани
- Панченко Кіндрат (? — 1693 — ?)
- Михайленко Ювко (? — 1696—1700 — ?)
- Верховський Леонтій (бл. 1701)
- Михайленко Ювко (? — 1705 — ?)
- Кальницький Роман (? — 1740—1752 — ?)
- Яновський Кіндрат Іванович (? — 1766—1769)
- Коломієць Федір (1769—1772)
- Левешко Федір Іванович (1772—1777)
- Опанасович Яків (1777—1780 — ?)

## Опис Снітинської сотні
За описом Київського намісництва 1781 року наявні наступні дані про кількість сіл та населення Снітинської сотні напередодні ліквідації:
| Населені пункти Снітинської сотні                                        | Дворян і шляхетства | Різночинців | Духовенства | Церковників | Греків | Хат              | Хат                   | Хат   | Хат                                        | Хат                                                           | Всього | Всього                             |
| ------------------------------------------------------------------------ | ------------------- | ----------- | ----------- | ----------- | ------ | ---------------- | --------------------- | ----- | ------------------------------------------ | ------------------------------------------------------------- | ------ | ---------------------------------- |
| Населені пункти Снітинської сотні                                        | Дворян і шляхетства | Різночинців | Духовенства | Церковників | Греків | козаків виборних | козаків підпомічників | міщан | посполитих коронних, в тому числі рангових | посполитих власницьких, різночинських і козацьких підсусідків | хат    | за останньою 1764 року ревізії душ |
| містечко Снітин                                                          | 3                   | —           | 1           | 1           | —      | 16               | 15                    | —     | —                                          | 176                                                           | 287    | —                                  |
| село Тишки                                                               | —                   | 3           | 1           | 2           | —      | 21               | 48                    | —     | 7                                          | 43                                                            | 119    | —                                  |
| село Псачки                                                              | 1                   | 2           | 1           | 2           | —      | 49               | 9                     | —     | —                                          | 103                                                           | 161    | —                                  |
| село Окіп                                                                | 2                   | —           | 1           | —           | —      | 22               | 23                    | —     | —                                          | 89                                                            | 144    | —                                  |
| село Шеки                                                                | —                   | —           | 1           | 2           | —      | —                | 4                     | —     | —                                          | 66                                                            | 70     | —                                  |
| село Хорошки                                                             | 1                   | —           | 2           | 2           | —      | 12               | 4                     | —     | —                                          | 123                                                           | 139    | —                                  |
| село Литвяки                                                             | 1                   | 2           | 1           | 2           | —      | 51               | 32                    | —     | —                                          | 127                                                           | 212    | —                                  |
| село Вовчик                                                              | 2                   | 1           | 2           | 1           | —      | 112              | 32                    | —     | —                                          | 92                                                            | 236    | —                                  |
| село Березоточа                                                          | 2                   | 2           | 2           | 2           | —      | 110              | 52                    | —     | —                                          | 102                                                           | 264    | —                                  |
| село Калайдинці                                                          | 2                   | 3           | 2           | 1           | —      | 163              | 43                    | —     | —                                          | 62                                                            | 208    | —                                  |
| село Хитці                                                               | —                   | 1           | 1           | 1           | —      | 76               | 21                    | —     | —                                          | 146                                                           | 243    | —                                  |
| селище Лушники                                                           | —                   | —           | —           | —           | —      | 25               | 21                    | —     | —                                          | 11                                                            | 57     | —                                  |
| село Халепці                                                             | —                   | 1           | 1           | 1           | —      | 31               | 40                    | —     | —                                          | 9                                                             | 80     | —                                  |
| село Біївці                                                              | 1                   | 3           | 2           | 1           | —      | 29               | 22                    | —     | —                                          | 38                                                            | 89     | —                                  |
| село Оробії                                                              | —                   | 2           | 1           | 1           | —      | 15               | 21                    | —     | —                                          | 20                                                            | 56     | —                                  |
| село Гінці                                                               | 2                   | 1           | 2           | 2           | —      | 50               | 13                    | —     | —                                          | 75                                                            | 138    | —                                  |
| село Духове                                                              | 2                   | 3           | 3           | 1           | —      | 31               | 83                    | —     | —                                          | 50                                                            | 168    | —                                  |
| 1. хутір Вербишин                                                        | —                   | —           | —           | —           | —      | —                | —                     | —     | —                                          | 4                                                             | 4      | —                                  |
| 2. хутір сотника Бѣлика                                                  | —                   | —           | —           | —           | —      | —                | —                     | —     | —                                          | 2                                                             | 2      | —                                  |
| 3. хутори бунчукового товариша Свѣчки і військового товариша Юркевича 4. | —                   | —           | —           | —           | —      | —                | —                     | —     | —                                          | 9                                                             | 9      | —                                  |
| 5. хутір майора Боярського                                               | —                   | —           | —           | —           | —      | —                | —                     | —     | —                                          | 1                                                             | 1      | —                                  |
| 6. хутір Додоківщина                                                     | —                   | —           | —           | —           | —      | —                | —                     | —     | —                                          | 3                                                             | 3      | —                                  |
| 7. хутір священика Данилевського                                         | —                   | —           | —           | —           | —      | —                | —                     | —     | —                                          | 3                                                             | 3      | —                                  |
| 8. хутір козака Селюка (нині с. Селюків?)                                | —                   | —           | —           | —           | —      | 3                | —                     | —     | —                                          | —                                                             | 3      | —                                  |
| 9. хутір полковника Новицького                                           | —                   | —           | —           | —           | —      | —                | —                     | —     | —                                          | 3                                                             | 3      | —                                  |
| 10. хутір писаря полкового і військового товариша Савицьких              | —                   | —           | —           | —           | —      | —                | —                     | —     | —                                          | 2                                                             | 2      | —                                  |
| Всього у сотні Снітинській                                               | 19                  | 24          | 24          | 22          | —      | 760              | 495                   | —     | 7                                          | 1359                                                          | 2621   | 6589                               |